# 怒江弓鱼
怒江弓鱼（学名：Racoma nukiangensis）为鲤科弓鱼属的鱼类，是中国的特有物种。分布于西藏云南怒江上中游干支流等，常见于怒江干支流河段。该物种的模式产地在云南贡山县月角、西藏昌都地区格堡、札那。

## 扩展阅读
維基物種上的相關：怒江弓鱼